# Mark Wood (violinist)
Mark Wood, född omkring 1957, är elviolinist och är också ägare av företaget Wood Violins som bygger handbyggda specialbeställda elfioler som till exempel Viper.
Han började sin karriär på Juilliard School i New York där han studerade i 5 år. Där studerade han under Maestro   när han hade komponerat musiken till cykeltävlingen Tour de France. Sedan har han också fått tre nomineringar. Han har varit med i Trans-Siberian Orchestra som han sedan lämnade. 
Leonard Bernstein. Han fick sin första Emmy Award 2002.
Yngwie Malmsteen har uttalat sin beundran för Wood, "This music is totally different from anything else I've 2009, och har spelat med bland annat Celine Dion, Billy Joel och Lenny Kravitz. På Mark O’Connors Fiddle Camps i San Diego och Nashville är Mark Wood också lärare för en specialkurs. Mark Wood besöker två till tre skolor i veckan och introducerar där sina musikprogram (Electrify Your Strings.) Mark Wood har byggt sina egna heard! Totally different... something no one else have done. MARK WOOD's done that! It's great!"

## Wood Violins
Wood Violins är ett företag ägt av Mark Wood. De tillverkar elfioler, elviolas och cellos med deras unika och speciella design som de har tagit patent på. Deras slogan är "Finally It's Cool To play the Violin" men de menar ändå inte att det inte är häftigt att spela vanlig fiol. Syftet med fiolerna är att höja fiol till något större än vad det redan är så att det kan passa in i andra musikstilar och på så sätt växa och bli större. De är det enda fiolföretaget som är "run by string players for string players". Deras instrument är inte bara till för professionella musiker utan också för nybörjare. Deras kunder är från 8 år och uppåt. Alla deras instrument spelas med stråke och eftersom Mark Wood är en violinist och inte en gitarrist, så är dessa instrument till för vanligt tekniskt fiolspel.
Några av Wood Violins kunder är:
- Mark O'Connor, violinist, kompositör
- Vladimir Vett, elviolinist från Ryssland
- Antonio Pontarelli, elviolinist, soloartist